# Kummerfeld
Kummerfeld település Németországban, Schleswig-Holstein tartományban. Lakosainak száma 2437 fő (2023. december 31.). Kummerfeld Pinneberg, Borstel-Hohenraden, Ellerhoop, Tornesch és Prisdorf községekkel határos.

## Népesség
A település népességének változása:
| Lakosok száma | 1242 | 2345 | 2366 | 2377 | 2408 | 2437 |
|               | 1975 | 2017 | 2019 | 2021 | 2022 | 2023 |